# Magdy Mahmoud Mustafa el-Nashar

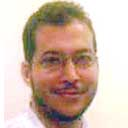
Zdjęcie Magdi Asdi el-Nashara

Magdy Mahmoud Mustafa el-Nashar, (imię czasami pisane jako Magdi; arab.: مجدي محمود مصطفى النشار), (ur. 1972 w Ezbet Fahmy, Egipt) – wykładowca Uniwersytetu w Leeds (ang. University of Leeds), doktorant zajmujący się badaniami w biochemii, podejrzewany o skonstruowanie bomb użytych w zamachu w Londynie z dnia 7 lipca 2005.

## Praca naukowa
El-Nashar urodził się w podmiejskiej dzielnicy biedoty nazywanej Ezbet Fahmy należącej do Kairu, stolicy Egiptu. Na Uniwersytecie Kairskim uzyskał najpierw tytuł licencjata, a potem magistra. Na krótki czas podjął pracę w Uniwersytecie Stanowym Karoliny Północnej (ang. North Carolina State University) w USA, gdzie zajmował się inżynierią chemiczną. W październiku roku 2000 przyjechał do Wielkiej Brytanii, aby zajmować się biochemią na Uniwersytecie w Leeds. Było to możliwe dzięki stypendium rządowemu, które otrzymał od Egipskiego Ministerstwa Edukacji. El-Nashar miał kwalifikacje, aby pracować jako wykładowca w charakterze asystenta profesora. W roku 2004 otrzymał grant na badania nowych biokatalizatorów od organizacji wspierającej rozwój nauk biologicznych z Yorkshire (ang. Bioscience Yorkshire Fellowship) w wysokości 70 000 dolarów, jednak nie zrealizował tego projektu.

## Uroczy chemik
El-Nashar wynajmował mieszkanie w popularnym wśród studentów Headingley. Sąsiedzi poznali go jako głęboko wierzącego muzułmanina, który w każdy piątek udawał się w odpowiednim do tego stroju na modły do Głównego Meczetu w Leeds (ang. Leeds Grand Mosque). El-Nashar zakończył swoją pracę doktorską w lutym, a tytuł doktora otrzymał 26 maja 2005 roku. Władze brytyjskie przedłużyły mu wizę, aby mógł poszukiwać pracy.
Jego kolega z uczelni zapytany przez Yorkshire Post stwierdził, że:
| He was extremely charming and very intelligent, a very typical Egyptian with perfect manners. He was obviously quite a brilliant chemist. |  | Był bardzo uroczym i inteligentnym Egipcjaninem, o nienagannych manierach. Oczywiście, był też całkiem niezłym chemikiem. |

## Nowe zajęcie
W połowie czerwca El-Nashar spotkał się z właścicielem swojego mieszkania i stwierdził, że wróci do Egiptu, bo ma problemy z wizą. Urzędnicy z jego uczelni stwierdzili, że wiza El-Nashara była ważna jeszcze przez jakiś czas.
Na początku czerwca El-Nashar wynajął mieszkanie na Burley od mieszkającego w UK od 25 lat Shakira Al Ani, pochodzącego z Iraku neurofizjologa pracującego jako konsultant w szpitalu. Lokal miał być potrzebny koledze, który przyjechał z Egiptu. El-Nashar oraz podający się za emigranta Hasib Hussain spotkali się z właścicielem i poprosili go o usunięcie części mebli z mieszkania, bo jak twierdzili, potrzebowali więcej przestrzeni. Jakiś czas później do Al Ani zadzwonił Imran Hussain, brat Hasiba. Był bardzo zdenerwowany i szukał brata, bo bał się, że znalazł się on pod wpływem podejrzanych osób. Imran sądził, że Hasib mógł wplątać się w terroryzm.

## Nagłe wakacje
El-Nashar opuścił Wielką Brytanię na początku lipca 2005, kilka dni przed zamachem z 7 lipca. Już 12 lipca policja trafiła do wynajętego przez niego w Burley mieszkaniu. W wannie odnaleziono kilka kilogramów materiału wybuchowego domowej roboty (TATP). Podczas jego usuwania z okolicy ewakuowano 500 osób. Wytworzenie takiej ilości materiału wybuchowego wymagało dużej wiedzy chemicznej, którą El-Nashar posiadał. Dnia 14 lipca został aresztowany przez policję egipską w południowym Kairze. El-Nashar stwierdził, że wyjechał na wakacje zostawiając swoje rzeczy w Wielkiej Brytanii. Zaprzeczył oskarżeniom o terroryzm. Dnia 17 lipca prokurator generalny Egiptu stwierdził, że el-Nashar nie zostanie wydany Wielkiej Brytanii, bo jest to niezgodne z prawem tego kraju.
Po 25 dniach aresztu el-Nashar został zwolniony z egipskiego więzienia.